# Accidente ferroviario de San Justo de 1984
El accidente ferroviario de San Justo de 1984 fue un siniestro en Argentina entre un ómnibus de la línea 620 y una formación que prestaba servicio en el ramal Haedo-La Plata del Ferrocarril Sarmiento (hoy reducido a Haedo-Temperley, en la línea General Roca), que tuvo lugar en San Justo, provincia de Buenos Aires, el 31 de octubre de 1984.
En las primeras horas de la mañana, un colectivo de la línea 620 fue embestido por una formación del ferrocarril en el paso a nivel de la Ruta Nacional 3 (actual avenida Juan Manuel de Rosas, entonces llamada Provincias Unidas) en la localidad de San Justo.
El accidente produjo al menos 48 muertes, lo que lo situaría como la colisión entre un ómnibus y un tren con mayor número de víctimas fatales en Argentina.

## Responsabilidades

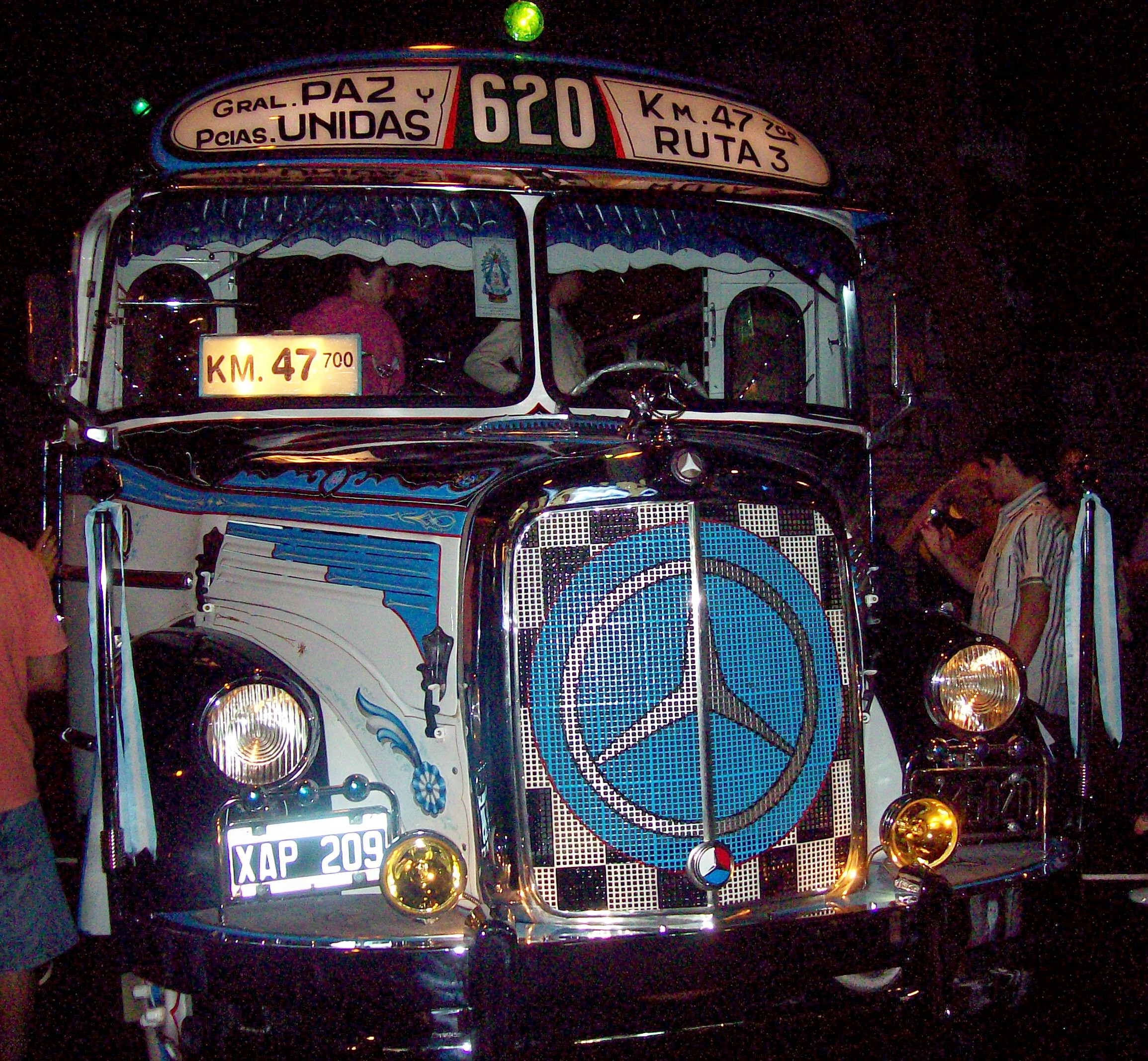
Unidad de la línea 620, similar a la involucrada en el accidente.

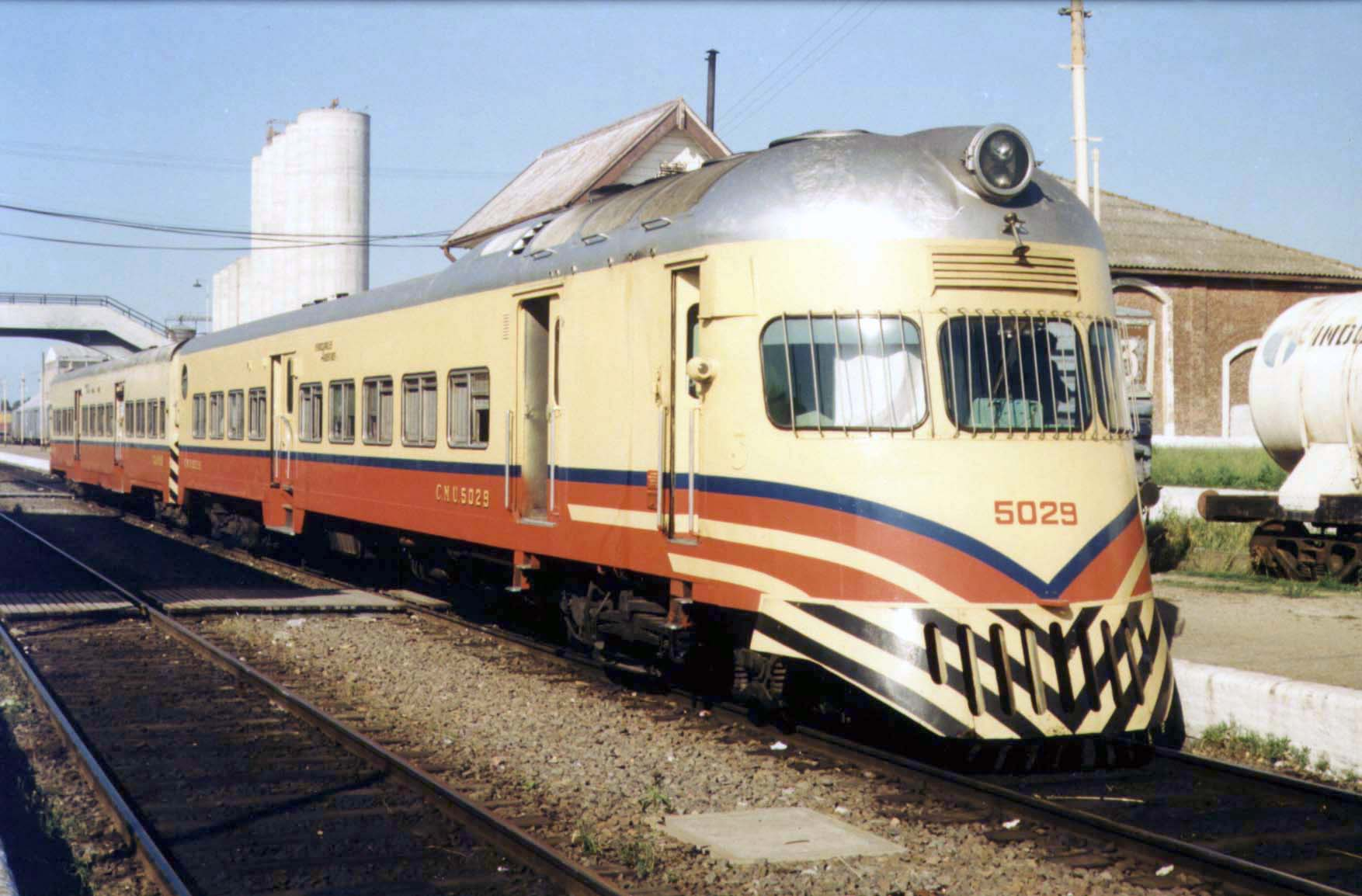
Formación Fiat Materfer 7131, similar a la involucrada en el accidente.

Según el diario Clarín, en el momento las versiones eran contradictorias acerca de cómo estaban las barreras en el momento que cruzó el colectivo.
Se adjudicó la responsabilidad del hecho a un guardabarreras que se habría quedado dormido. Además, se mencionó que existe una curva de las vías del ferrocarril, que dificultaba la visión hacia la intersección con Provincias Unidas.

## Víctimas
Al menos 48 personas fallecieron. La mayoría eran obreros que se dirigían a sus trabajos.